# Curcuma candida
Thiền liền trắng (danh pháp khoa học: Curcuma candida) là một loài thực vật có hoa trong họ Gừng. Loài này được Nathaniel Wallich mô tả khoa học đầu tiên năm 1830 dưới danh pháp Kaempferia candida. Năm 2012, Jiranan Techaprasan và Jana Leong‐Škorničková chuyển nó sang chi Curcuma. Mẫu định danh loài thu thập tại Martaban (nay là Mottama), gần với Amherst (nay là Kyaikkhami) và Moalmyne (Moulmein, nay là Mawlamyine), bang Mon, Myanmar.

## Phân bố
Loài này có tại Myanmar, miền tây Thái Lan. Các ghi nhận tại Bangladesh, Campuchia, miền nam Trung Quốc (huyện Lan Thương, tỉnh Vân Nam) và Việt Nam là không chắc chắn và có lẽ không phải của loài này. Môi trường sống là miền núi, ở cao độ đến 200 m (Flora of China cho rằng tới 1.100 m). Tên gọi tiếng Trung là 白花山柰 (bạch hoa sơn nại), nghĩa là sơn nại hoa trắng. Tại Việt Nam tìm thấy ở Thọ Dực?

## Mô tả
Thân rễ và rễ dạng củ. Không thấy lá. Cụm hoa trên các chồi riêng biệt sinh ra từ thân rễ, xuất hiện trước các thân giả, có 6-8 hoa; lá bắc màu trắng, hình elip, 5–7 cm, đỉnh nhuốm màu đỏ. Đài hoa ~2,5 cm, đỉnh 3 răng. Ống tràng hoa ~2 lần dài hơn đài hoa; thùy hình mũi mác, ~2,5 cm, thùy trung tâm dạng nắp, đỉnh nhọn đột ngột. Các nhị lép bên mọc thẳng, màu trắng, màu vàng ở gốc, hình trứng ngược, ~3,5 cm. Cánh môi uốn ngược, màu trắng, với 2 vạch vàng ở trung tâm, hình tròn-hình nêm, ~4 cm, đỉnh 2 thùy trong khoảng 1/3 chiều dài của nó. Phần phụ kết nối bao phấn 2 khe. Ra hoa tháng 3-5.
Số nhiễm sắc thể 2n = 42. Flora of China công bố 2n = 22, và điều này là đáng ngờ.

## Sử dụng
Không giống như phần lớn các loài Curcuma, C. candida không thể liên tục nhân giống vô tính bằng các thân rễ của nó. Sinh sản hữu tính với sự phát tán hạt là cơ chế chính trong phát triển thế hệ con cháu của loài này.
Trong sử dụng truyền thống, các cụm hoa được thu hái rộng khắp từ môi trường sống tự nhiên của nó và được người dân địa phương bán, tại các chợ biên giới Myanmar - Thái Lan và dọc theo các con đường trong các tỉnh Kanchanaburi (các huyện Thong Pha Phum và Sangkhla Buri), Tak (các huyện Mae Sot và Tha Song Yang) và Prachuap Khiri Khan.
Cụm hoa non được sử dụng làm rau ăn, hoặc dưới dạng rau tươi hoặc được nấu chín. Người ta cũng ăn các rễ củ luộc chín. Việc thu hoạch cụm hoa nhiều như vậy có thể cản trở nghiêm trọng đến việc mở rộng quần thể theo cách sinh sản hữu tính, và đây lại là cơ chế chính của sự nhân giống của C. candida.